# Висока Лис’я
Висока Лис’я (рос. Высокая Лисья) — присілок в Павінському районі Костромської області Російської Федерації.
Населення становить 13 осіб. Входить до складу муніципального утворення Павінське сільське поселення.

## Історія
До 1937 року населений пункт перебував у складі Північної області. Відтак, у 1937-1944 року в складі Вологодської області. Від 1944 належить до Костромської області.
Орган місцевого самоврядування від 2004 року — Павінське сільське поселення.

## Населення
| 2008 | 2010 | 2014 |
| ---- | ---- | ---- |
| 13   | ↗18  | ↘13  |